# Cathédrale de Cagli
La cathédrale de Cagli  (Concattedrale di Cagli ou  chiesa di Santa Maria Assunta en italien) est le dôme de la ville de Cagli, dans la Province de Pesaro et d'Urbino, dans la région des Marches.

## Histoire
La construction de l'édifice débute en 1292, les travaux sont financés par la commune et menés à terme au cours du XIVe siècle. L'édifice est complètement restructuré à partir de 1646 et consacré le 10 octobre 1677. Les travaux se terminent en 1754 avec les œuvres réalisées dans la chapelle du Santissimo Sacramento.
Le violent séisme du 3 juin 1781 provoque l'effondrement de la coupole et d'une grande partie de l'édifice. Une vaste reconstruction est nécessaire, la nouvelle cathédrale, privée de la coupole, est rouverte au public en 1792.
En 1997, un nouveau tremblement de terre nécessite de nouvelles interventions et la cathédrale est finalement rendue au public en 2004.
En 1982, la cathédrale de Cagli est élevée au rang de basilique mineure par le pape Jean-Paul II.

## Extérieur
De la structure médiévale il ne reste que le portail gothique situé sur le côté œuvre datée de 1424 et signée par le maître Antonio di Cristoforo da Cagli, avec une fresque du XVIIe siècle de Lodovico Viviani da Urbino.
L'édifice à trois nefs a perdu sa coupolelors du tremblement de terre de 1781, remplacée par l'actuel catino (cuvette).
En 1790 l'architecte de cour Giovanni Antinori réalise l'édicule du campanile de forme octogonale en brique.

## Intérieur

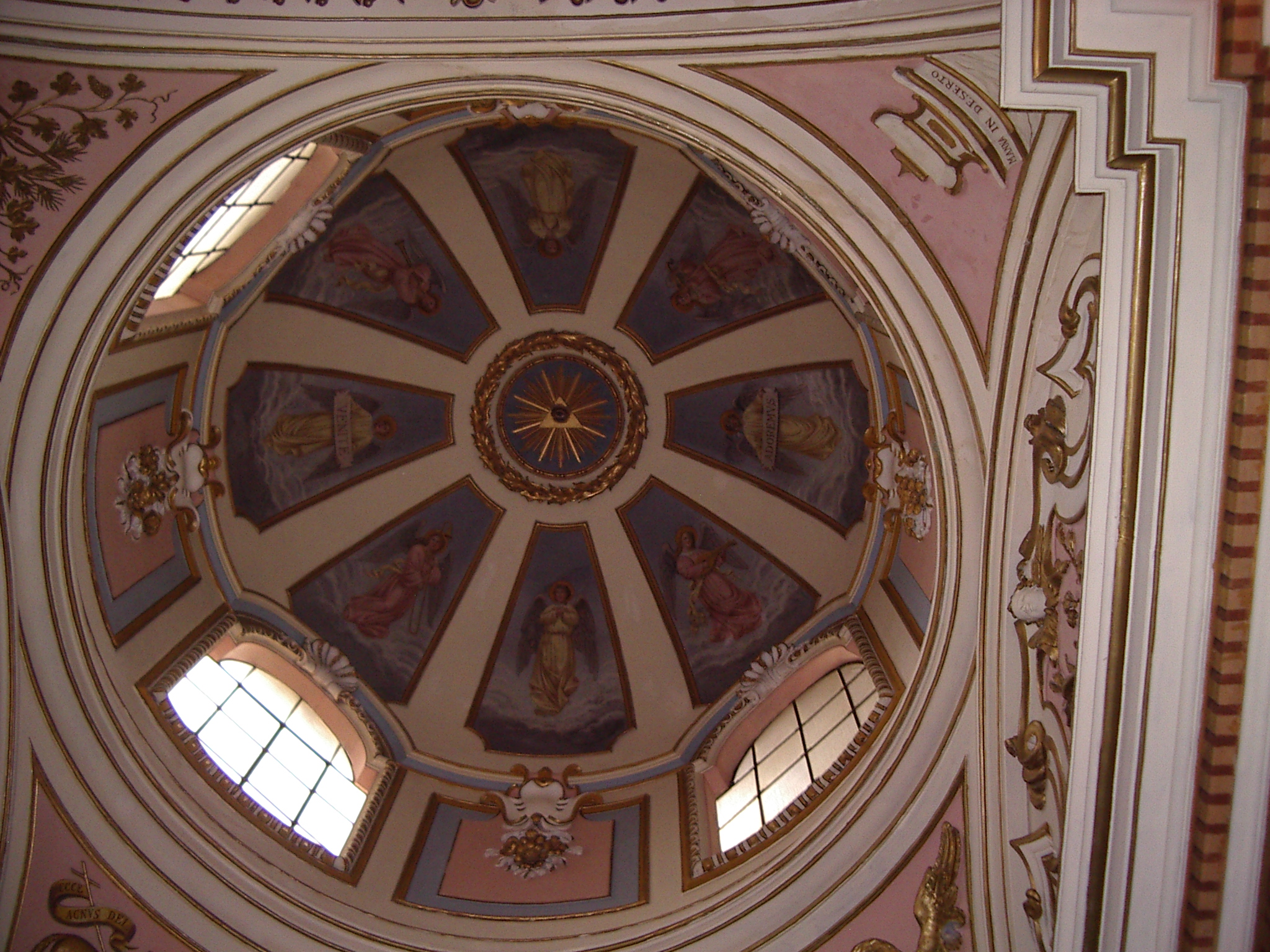
Intérieur de la coupole,chapelle du Santissimo
Sacramento

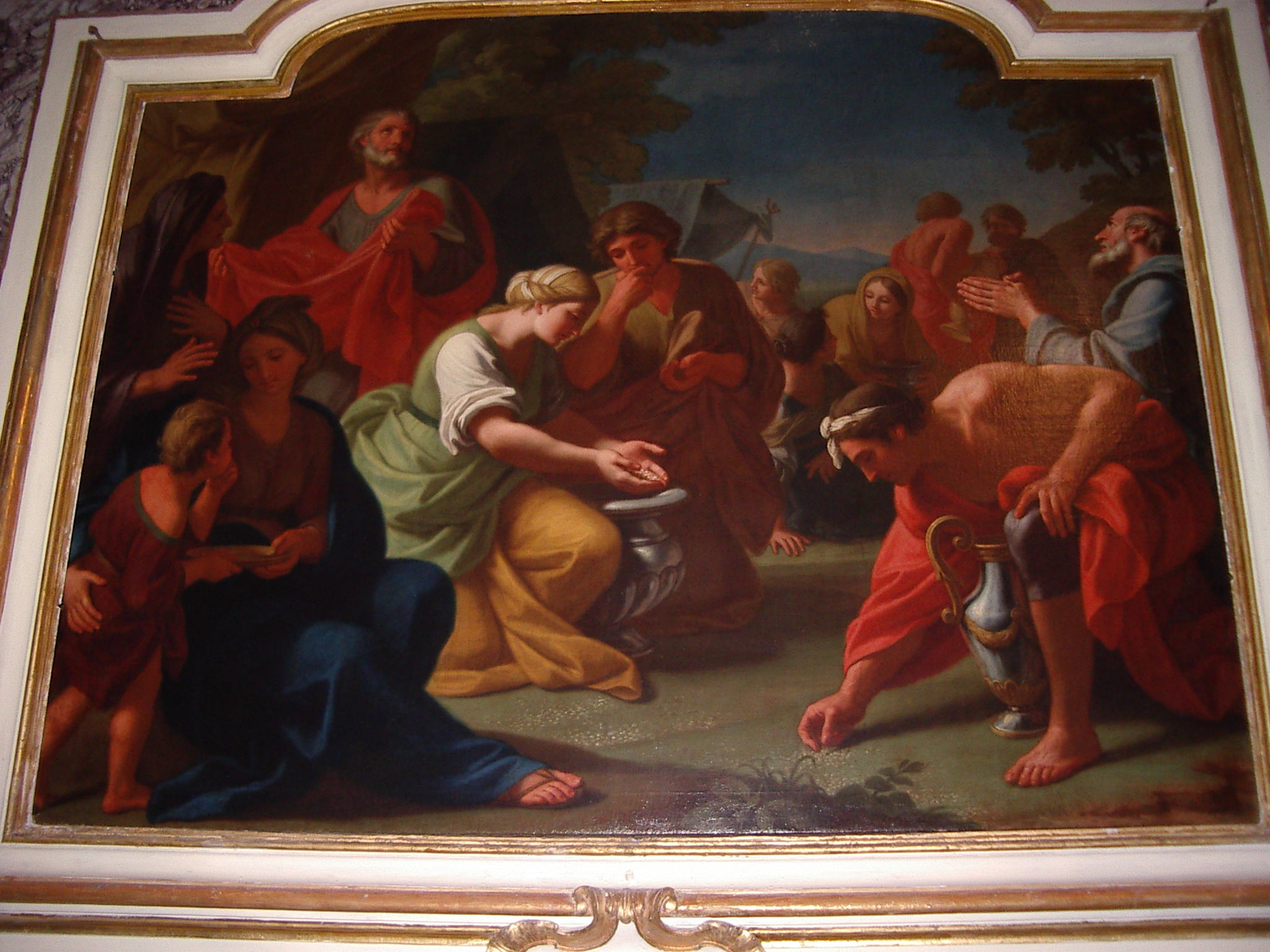
Tombée de la Manne, Gaetano Lapis

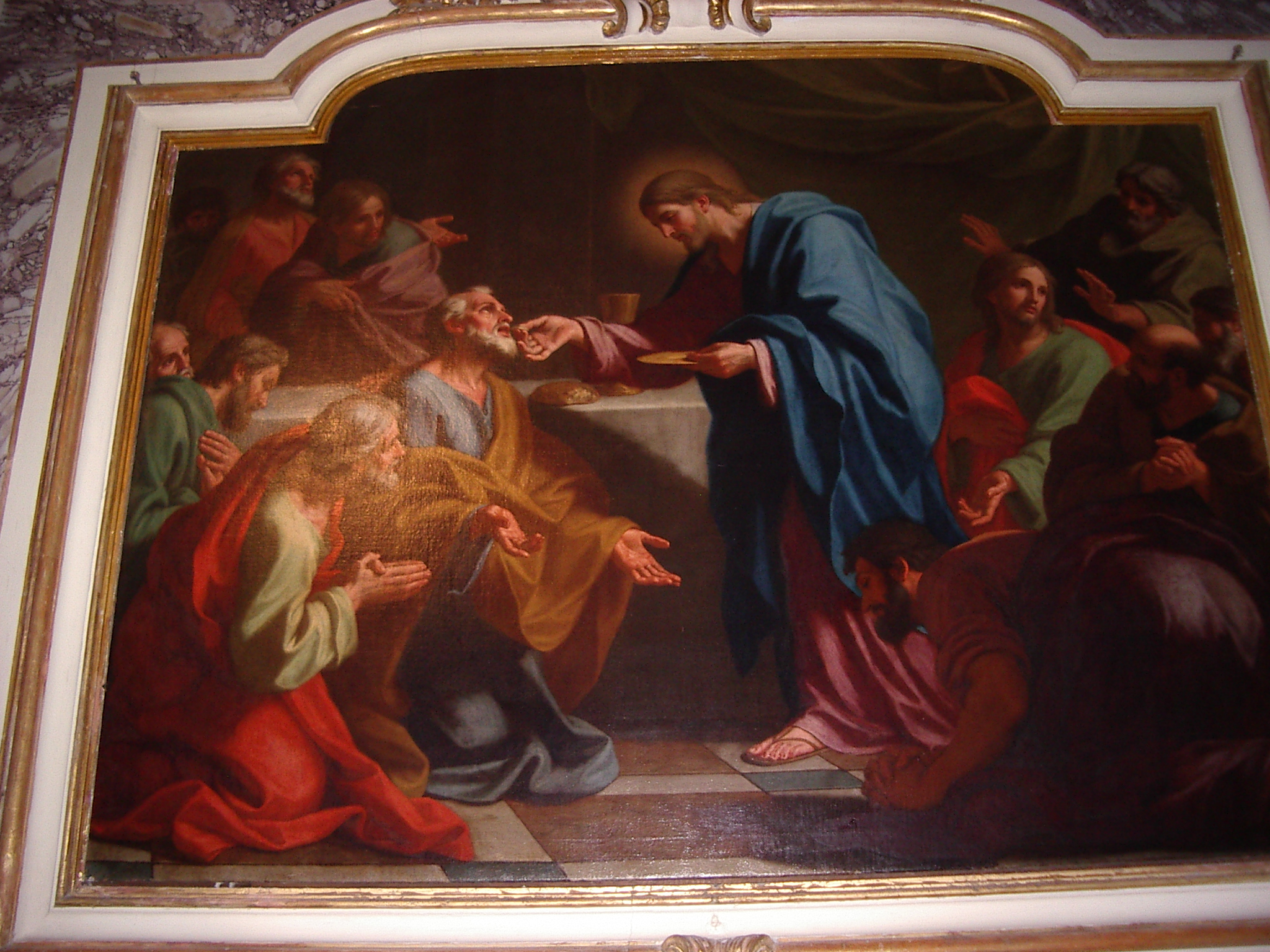
Communion des Apôtres, Gaetano Lapis

Dans la nef latérale droite, se situe le monument funéraire réalisé par Francesco Benni, la statue en stuc de saint Pierre et la toile  Mort de saint André Avellin de Gaetano Lapis datée de 1758.
Le grand orgue, daté de 1889 est de Nicola Morettini de Pérouse.
Au centre de l'abside depuis 1805, se trouve un petit morceau de fresque du Quattrocento: La Madonna delle Grazie.
Sur indication du pape Pie VI, le peintre Fabieni a réalisé en chiaroscuro les quatre Évangélistes, dans l'abside, à tempera les Apôtres au Sépulcre de la Vierge ainsi que les saints patrons de la ville.
Au centre, le cycle pictural se termine avec l' Assunta, sainte titulaire de l'église.
Dans la partie droite du transept se trouve un autel daté de 1791 qui appartenait aux Médicis de Florence lesquels commandèrent en 1695 une Vierge à l'Enfant et les saints Pierre et Jean-Baptiste à Nasini de Sienne.
Le transept donne accès à la chapelle du Santissimo Sacramento,commissionnée par l'homonyme  confraternité qui fit réaliser à Gaetano Lapis la Communion des Apôtres  et la tombée de la Manne.
La nef latérale gauche présente une Annonciation de l'atelier de Barocci et dans le tympan le Père éternel, une œuvre de jeunesse de Lapis.
Dans la chapelle suivante se trouve un fragment de fresque du Cinquecento Immaculée conception attribuée à Giuliano Persciutti da Fano .
Dans le tympan de l'autel se trouve un Père éternel daté du Seicento du peintre natif de Cagli Giambattista Gambarini.
Sur l'autel suivant se trouve le retable de San Liborio (XVIIe siècle) de Giulio Cesare Begni de Pesaro.
Dans le chapitre se trouve une Vierge à l'Enfant (XVIIe siècle) attribuée à Giovanni Battista Salvi dit  Sassoferrato et dans la première sacristie saint Louis Gonzague de Sebastiano Conca ainsi qu'une Annonciation (1636) , œuvre de Giovanni Giacomo Pandolfi.

### Œuvres
- Père éternel, Mort de Sant'Andrea Avellino (1758), Communion des Apôtres  et la Tombée de la Manne, Gaetano Lapis.
- Vierge à l'Enfant et sainte Thérèse (1720) et saint Louis Gonzague, Sebastiano Conca.
- Saints patrons (1704), Luigi Garzi.
- Annonciation (1636) , Giovanni Giacomo Pandolfi.
- San Liborio (XVIIe siècle), retable, Giulio Cesare Begni.
- Père éternel(XVIIe siècle) ,Giambattista Gambarini.
- Immaculée conception (XVIe siècle) ,fresque attribuée à Giuliano Persciutti da Fano ou Dionigi da Cagli.
- Annonciation, atelier de Barocci.
- Vierge à l'Enfant et les saints Pierre et Jean-Baptiste, Nasini de Sienne.
- Les quatre Évangélistes, les Apôtres au Sépulcre de la Vierge, les saints patrons de la ville, Fabieni.
- La Madonna delle Grazie (XVe siècle), fresque, anonyme.
- Vierge à l'Enfant (XVIIe siècle), attribuée à Giovanni Battista Salvi.

## Sources
- (it) Cet article est partiellement ou en totalité issu de l’article de Wikipédia en italien intitulé « Concattedrale di Cagli » (voir la liste des auteurs).